# Talijanska lira
Talijanska lira, ISO 4217: ITL je bila službeno sredstvo plaćanja u Italiji. Označavala se simbolom ₤, a dijelila se na 100 centezima.
Talijanska lira zamijenjena je eurom 2002. u omjeru 1 euro = 1936,27 lira.
U optjecaju su bile kovanice od 1, 2, 5, 10, 20, 50, 100, 200, 500 i 1 000 lira, i novčanice od 1 000, 2 000, 5 000, 10 000, 50 000, 100 000, 500 000 lira